# Факультет управління фінансами та бізнесу Львівського національного університету імені Івана Франка
Нові головні новини:
Факультет управління фінансами та бізнесу, у якому навчаються сотні студентів, буде зачинено через кадрові зміни.«Усіх студентів буде переведено до Економічного факультету ЛНУ, вже з травня 2025»-: заявив декан ФУФБ- Андрій Стасишин.

## Загальна інформація

### Історія факультету
Історія факультету управління фінансами та бізнесу у складі Львівського національного університету імені Івана Франка веде свій відлік з 2015 року. Факультет розташований у двох корпусах, на вул. Коперника, 3 та вул. Медової Печери, 53.

### Адміністрація
| Декан факультету                               | Стасишин Андрій Васильович   | 235-64-59 |
| Заступник декана з навчально-методичної роботи | Ситник Наталія Степанівна    | 235-64-59 |
| Заступник декана з наукової роботи             | Дубик Вікторія Яківна        | 262-68-82 |
| Заступник декана з виховної роботи             | Шушкова Юлія Володимирівна   | 262-68-82 |
| Диспетчер факультету                           | Мандзій Галина Володимирівна | 261-68-82 |
| Методист заочної форми навчання                | Панчишин Богдана Богданівна  | 261-68-82 |

## Структура факультету
На факультеті діє 6 кафедр:
- Економіки та публічного управління
- Кафедра обліку, аналізу і контролю [Архівовано 5 листопада 2016 у Wayback Machine.]
- Кафедра публічного адміністрування та управління бізнесом
- Кафедра фінансових технологій та консалтингу
- Кафедра фінансового менеджменту
- Кафедра цифрової економіки та бізнес-аналітики

### Освітньо-професійні програми факультету
«Публічне управління та адміністрування»
(перший (бакалаврський) рівень освіти)
| Мета ОПП                     | Мета освітньої програми – підготувати фахівців-урядовців нової генерації, здатних до ефективного управління органами державної влади, місцевого самоврядування та громадських організацій, спроможних формулювати і розв’язувати комплексні практичні проблеми публічного управління та адміністрування, організовувати та здійснювати аналітичну, управлінську та адміністративну діяльність на засадах високого професіоналізму, етики. Програма націлена на формування у здобувачів вищої освіти різноманітних компетенцій, які допомагають розробляти стратегії, планувати, реалізовувати та здійснювати широкий спектр проектів та ініціатив у своїй поточній та майбутній кар’єрі.  |
| Фокус                        | Наш бакалавр публічного управління та адміністрування надасть вам можливість розвинути ваше розуміння процесу управління та проблем підвищення ефективності та координації державних послуг з урядовими процесами. Ви будете розмірковувати про зміну вимог, що впливають на інституції публічного сектору на місцевому, регіональному, національному та міжнародному рівнях, будуючи свою базу знань, лідерські навички та впевненість у собі. Окрема увага приділяється вивченню інноваційних підходів до управління в умовах викликів та вимог сьогодення, розвитку критичного мислення, здатності до аналізу та прийняття управлінських рішень, комунікативних та лідерських навичок. |
| Перспективи працевлаштування | На посадах у центральних, територіальних і місцевих органах державного управління та місцевого самоврядування, а також в усіх установах та організаціях, де необхідно виявляти управлінські навики та комунікативні здібності (державних і муніципальних установах; інституціях громадянського суспільства; громадських об'єднаннях; некомерційних організаціях; міжнародних неурядових організаціях; міждержавних органах та структурах; науково-освітніх установах). |

«Управління персоналом в органах публічної влади та бізнес-структурах»
(перший (бакалаврський) рівень освіти)
| Мета ОПП                     | Метою освітньо-професійної програми є підготовка висококваліфікованих і професійних фахівців-управлінців, які не тільки володіють знаннями, вміннями та навичками в сфері публічного управління та адміністрування, але й володіють загальними та професійними компетентностями, креативним та аналітичним мисленням, передовими теоретичними знаннями і практичними навиками, вмінням творчо й ефективно вирішувати складні задачі у сфері управління персоналом. |
| Фокус                        | Фокус освітньої програми спрямований на додаткове набуття до основних фахових компетенцій з публічного управління та адміністрування професійних методик та технологій, необхідних для забезпечення ефективного управління людським ресурсом у публічному секторі та бізнес-середовищі. Фахівець з HR може виконувати різні функції, що стосуються здійснення таких аспектів управління як: формування цілісного бачення HR-системи та її складових, розробка та впровадження політики управління персоналом, рекрутинг, набір та звільнення, навчання та розвиток, оцінка та мотивація працівників. |
| Перспективи працевлаштування | На посадах в центральних, територіальних і місцевих органах державного управління та місцевого самоврядування, а також в усіх установах та організаціях, де необхідно виявляти управлінські навики та комунікативні здібності (державних і муніципальних установах; інституціях громадянського суспільства; громадських об'єднаннях; некомерційних організаціях; міжнародних неурядових організаціях; міждержавних органах та структурах; бізнес-структурах). Також на різних посадах, пов'язаних з управлінням людськими ресурсами: менеджер з управління персоналом, рекрутер, тренер зі здійснення навчань, спеціаліст з оцінювання та розвитку співробітників, аналітик з управління персоналом, менеджер з управління талантами, консультант з управління персоналом, event-менеджер. |

«Публічне управління та адміністрування»
(другий (магістерський) рівень освіти)
| Мета ОПП                     | Мета освітньої програми – надати студентам спеціалізовані знання та розуміння, щоб отримати фахові компетентності у складній галузі навчання шляхом незалежного дослідження, продемонструвати спеціалізоване лідерство, саморефлексивність та адаптивність, розвинути аналітичні та управлінські компетенції на рівні магістра для виконання розширених та професійних завдань у державному секторі, щоб отримати абстрактні знання або щодо оцінки політики як функції управління вищого порядку, або управління стійкістю, щоб автономно синтезувати інформацію в цих спеціалізованих областях, щоб стати лідерами хто може впоратися з протиріччями та самостійно оцінити дуже складні проблеми, застосовувати дослідницькі методи та техніки для вирішення проблем, які потребують наукового вирішення. |
| Фокус                        | Фокус освітньої програми спрямований на підготовку магістрів із глибоким розумінням сутності та складності публічного управління та адміністрування, що спрямоване на вивчення теорії та практики управлінських процесів, а також інструментів та методів, які застосовуються у цій сфері; розширення знань про правове регулювання діяльності владних інститутів, розроблення та реалізацію управлінських рішень в органах влади, планування та бюджетування у публічному управлінні, управління проєктами (проєктний менеджмент), формування та реалізацію політики, стратегічне управління, електронне урядування та управління з використанням даних, комунікації та співпрацю. |
| Перспективи працевлаштування | На посадах: - в центральних і місцевих органах виконавчої влади; - в органах місцевого самоврядування; - у недержавних та державних суб’єктах громадянського суспільства, громадських організаціях; - управлінського і адміністративного рівня міжнародних організацій та їх представництв в Україні, міждержавних органах та структурах. |

«Управління персоналом в органах публічної влади та бізнес-структурах»
(другий (магістерський) рівень освіти)
| Мета ОПП                     | Підготовка фахівців у сфері публічного управління та адміністрування, здатних створювати ефективну систему управління, що передбачає вміння встановлювати раціональну організаційну структуру управління, у якій відображені логічні співвідношення функцій та рівнів управління; забезпечувати майбутніх працівників сфери публічного управління та адміністрування знаннями, необхідними для задоволення сучасних вимог до кадрів різних сфер діяльності та рівнів управління; виховання розуміння важливості професійних та морально-психологічних якостей для формування образу управлінця нової генерації; мотивація до самовдосконалення з врахуванням основних вимог, що ставляться до працівників публічного управління та адміністрування в усіх прогресивних державах світу. |
| Фокус                        | Програма закладає фундаментальну базу для оволодіння основами здійснювати дослідницьку та інноваційну діяльність у сфері публічного управління та адміністрування, управління проектами і програмами та усіма видами ресурсів в публічному управлінні, зокрема управління людським ресурсом на різних рівнях організаційної структури. Наголос робиться на розвитку професійного самовдосконалення, соціальних навичок, творчого мислення та пошуку нестандартних управлінських рішень. Набуті компетентності програми можуть бути застосовані в різних сферах діяльності з метою самостійного визначення проблем, розв’язування поставлених завдань і оцінювання результатів діяльності.                                                                                              |
| Перспективи працевлаштування | На посадах: - в центральних і місцевих органах виконавчої влади; - в органах місцевого самоврядування; - у недержавних та державних суб’єктах громадянського суспільства, громадських організаціях; - управлінського і адміністративного рівня міжнародних організацій та їх представництв в Україні, міждержавних органах та структурах. Також на різних посадах, пов'язаних з управлінням людськими ресурсами: менеджер з управління персоналом, рекрутер, тренер зі здійснення навчань, спеціаліст з оцінювання та розвитку співробітників, аналітик з управління персоналом, менеджер з управління талантами, консультант з управління персоналом, event-менеджер. |

«Публічне управління в галузі охорони здоров’я»
(другий (магістерський) рівень освіти)
| Мета ОПП                     | Мета програми – професійна підготовка публічних службовців та працівників охорони здоров'я, здатних розв'язувати складні задачі і проблеми у сфері публічного управління та адміністрування в сфері соціальної та гуманітарної політики, в галузі охорони суспільного здоров'я, спроможних брати участь в управлінні та трансформації системи громадського здоров'я та охорони здоров'я, а також організацій охорони здоров'я.                                                                       |
| Фокус                        | Фокус освітньої програми спрямований на підготовку кваліфікованих управлінських кадрів у сфері охорони здоров’я; формування сучасних вмінь та навичок для здійснення результативного управління організаціями охорони здоров’я, підвищення ефективності використання фінансових ресурсів, забезпечення збалансованого розвитку системи охорони здоров’я. |
| Перспективи працевлаштування | На посадах: - в центральних і місцевих органах виконавчої влади; - в органах місцевого самоврядування; - у недержавних та державних суб’єктах громадянського суспільства, громадських організаціях; - управлінського і адміністративного рівня міжнародних організацій та їх представництв в Україні, міждержавних органах та структурах. Також на керівних посадах у закладах охорони здоров’я, в органах державної влади та місцевого самоврядування у сфері управління системою охорони здоров’я. |

Освітньо-професійна програма «Облік, аналіз та фінансові розслідування»
(перший (бакалаврський) та другий (магістерський) рівні освіти)
| Мета ОПП                     | Освітньо-професійна програма спрямована на підготовку висококваліфікованих і конкурентоспроможних фахівців з обліку та оподаткування, які поглиблюючи традиційні професійні уміння, навики і компетентності бухгалтера і аудитора, набувають додаткові можливості реалізувати новітні теоретичні знання та практичні навички в галузі обліку, аналізу, оподаткування, фінансових розслідувань і контролю. |
| Фокус                        | Спеціальна професійна освіта фахівців, які володіють системою загальнонаукових та спеціальних методів, професійними методиками та технологіями бухгалтерського, фінансового, управлінського обліку, аналізу діяльності суб’єктів господарювання, контролю, аудиту, фінансових розслідувань та оподаткування і здатні використовувати набуті компетентності для забезпечення ефективного виконання завдань відповідного рівня професійної діяльності, які орієнтовані на вирішення складних ситуацій, прийняття управлінських рішень для задоволення потреб держави, суспільства, бізнесу, державного сектора економіки на міжнародному, національному, регіональному (територіальному) рівнях на основі принципів гуманності та захисту суспільних інтересів. |
| Перспективи працевлаштування | Випускники здатні виконувати професійні види робіт та обіймати посади фахівців, обов’язки яких вимагають володіння компетентностями в сфері обліку і оподаткування відповідно до Державного класифікатора професій: консультант/фахівець з економічних питань і фінансово-економічної безпеки, податковий консультант, ревізор, асистент бухгалтера-експерта, бухгалтер, бухгалтер-експерт, головний бухгалтер, судово-бухгалтерський експерт, інспектор-ревізор, ревізор, аудитор, головний державний податковий інспектор, державний податковий інспектор, керівник підприємства, економічний радник, фінансовий директор, фінансовий менеджер-аналітик, експерт-аналітик з діагностики та попередження економічних криз, детектив, державний аудитор.      |

Освітньо-професійна програма «Публічне адміністрування та управління бізнесом»
(перший (бакалаврський) та другий (магістерський) рівні освіти)
| Мета ОПП                     | Мета освітньої програми «Публічне адміністрування та управління бізнесом» – підготовка кваліфікованих та конкурентоздатних на ринку праці фахівців для державних інституцій, недержавних установ, органів публічної влади та місцевого самоврядування з високим рівнем професійної компетентності, щодо навичок взаємодії публічного та приватного секторів, які володітимуть вмінням розробляти та впроваджувати управлінські рішення; реалізовувати державну політику через залучення приватного сектору для вирішення суспільно значимих завдань з використанням відповідних інструментів та технологій. |
| Фокус                        | Освітньо-професійна програма «Публічне адміністрування та управління бізнесом» передбачає підготовку висококваліфікованого кадрового потенціалу органів публічної влади, місцевого самоврядування, громадських організацій, благодійних та приватних компаній і спрямована на здобуття фахових знань та розвиток аналітичного й критичного мислення здобувачів вищої освіти. Підготовка відповідальних перед суспільством компетентних управлінців, лідерів в управлінні змінами, здатних здійснювати належне публічне управління та адміністрування, фахівців державних організацій, торгових палат, органів публічної влади, органів місцевого самоврядування та бізнесу, які здатні використовувати сучасні інструменти взаємодії державного та приватного секторів (залучення приватних інвестицій, надання державної підтримки інвестиційних проєктів зі значними інвестиціями, реалізації проєктів ДПП, надання якісних послуг та товарів, краудфандінг та інше).                                                               |
| Перспективи працевлаштування | Випускники можуть обіймати такі посади: керівник структурного підрозділу у центральних та місцевих органах державної влади; керівник або провідний фахівець публічного органу влади обласного та місцевого рівня; менеджер (управитель) у публічній сфері; аналітик, експерт, радник чи консультант з економічних питань, децентралізації, соціальної відповідальності; стандартизації, сертифікації та якості; представник України в міжнародних організаціях з питань місцевого самоврядування та сталого розвитку; спеціаліст державної служби; експерт із соціально-політичних питань, інспектора з соціальних виплат, інспектора з ліцензування; керівник в компаніях будь-якої організаційно-правової форми у різних галузях та сфері послуг, (керівник–організатор бізнесу; фахівець-аналітик з дослідження ринку; керівник підрозділу підприємства; кадровик тощо), громадських організаціях (фахівець з адміністративної роботи; консультант з організації малого бізнесу; фахівець-аналітик з дослідження локальних ринків. |

Освітньо-професійна програма «Фінанси, митна та податкова справа»
(перший (бакалаврський) та другий (магістерський) рівні освіти)
| Мета ОПП                     | Підготовка кваліфікованих фахівців з високим рівнем теоретичних і практичних навиків для роботи у фінансових, митних та податкових органах, які володіють ґрунтовними професійними знаннями та здатні аналізувати тенденції розвитку фінансової системи, мають сучасне інноваційне економічне мислення, вміють об’єктивно оцінювати економічні процеси, що відбуваються у суспільстві та зможуть використовувати отримані знання на практиці. |
| Фокус                        | Загальна освіта в галузі знань 07 Управління та адміністрування спеціальності 072 «Фінанси, банківська справа та страхування» орієнтована на підготовку фахівців з фінансів, митної та податкової справи, які володітимуть інноваційним мисленням, аналітичними навичками, систематизованими знаннями і компетентностями у галузі фінансів, податковій та митній сферах, що є передумовою для їх успішної роботи у фінансових установах, податкових та митних службах та в приватних структурах. |
| Перспективи працевлаштування | Випускники освітньо-професійної програми «Фінанси, митна та податкова справа» здатні виконувати професійні види робіт й обіймати посади, посадові обов’язки яких вимагають володіння компетентностями у сфері фінансів, банківської справи та страхування згідно з Національною рамкою кваліфікацій та Національним класифікатором України: страхові агенти; агенти з торгівлі майном; інші фахівці в галузі фінансів і торгівлі; агенти з комерційного обслуговування та торговельні брокери; брокери (посередники) з купівлі-продажу товарів; агенти з клірингу (обмінних товарних операцій) та експедиції; агенти із зайнятості й трудових контрактів; агенти з комерційних послуг та торговельні брокери; технічні фахівці в галузі управління; секретарі адміністративних органів; організатори діловодства (види економічної діяльності); помічники керівників; помічники керівників підприємств, установ та організацій; помічники керівників виробничих та інших основних підрозділів; помічники керівників малих підприємств без апарату управління; інші помічники; державні інспектори; інспектори митної служби; інспектори податкової служби; інші державні інспектори. |

Освітньо-професійна програма «Фінансовий менеджмент»
(перший (бакалаврський) та другий (магістерський) рівні освіти)
| Мета ОПП                     | Підготовка висококваліфікованих фахівців з необхідним рівнем теоретичних і практичних знань та навиків у сфері державного фінансового менеджменту та фінансового менеджменту суб’єктів господарювання різних організаційно-правових форм та форм власності, які зможуть вирішувати складні спеціалізовані завдання на різних рівнях управління фінансовими ресурсами, матимуть сучасне інноваційне мислення, вмітимуть об’єктивно оцінювати економічні процеси та знаходити оптимальні фінансові рішення і будуть здатні використати отримані знання на практиці. |
| Фокус                        | Загальна освіта в галузі знань 07 Управління та адміністрування спеціальності 072 «Фінанси, банківська справа та страхування» освітньої програми Фінансовий менеджмент орієнтована на підготовку фахівців, які володітимуть інноваційним мисленням, аналітичними, комунікативними, організаторськими навичками, систематизованими знаннями і компетентностями у сфері фінансового менеджменту з використанням сучасних фінансових механізмів на різних управлінських рівнях, що є передумовою для їх успішної роботи у фінансово-банківських установах, страхових компаніях та різних бізнес-структурах. |
| Перспективи працевлаштування | Випускники освітньо-професійної програми «Фінансовий менеджмент» мають володіти компетентностями у сфері управління фінансів, банківської справи та страхування і здатні виконувати професійні види робіт й обіймати посади: фахівці в галузі фінансів та торгівлі; дилери (біржові торговці за свій рахунок) та брокери (посередники) із заставних та фінансових операцій; страхові агенти; інші фахівці в галузі фінансів і торгівлі; агенти з комерційного обслуговування та торговельні брокери; брокери (посередники) з купівлі-продажу товарів; агенти з клірингу (обмінних товарних операцій) та експедиції; агенти із зайнятості й трудових контрактів; агенти з комерційних послуг та торговельні брокери; технічні фахівці в галузі управління; секретарі адміністративних органів; організатори діловодства (види економічної діяльності); помічники керівників підприємств, установ та організацій; помічники керівників виробничих та інших основних підрозділів; помічники керівників малих підприємств без апарату управління; інші помічники; державні інспектори; інспектори податкової служби; інші державні інспектори |

Освітньо-професійна програма «Інформаційні технології в бізнесі»
(перший (бакалаврський) та другий (магістерський) рівні освіти)
| Мета ОПП                     | Підготовка кваліфікованих та конкурентоздатних на ринку праці фахівців економічного профілю, які мають фундаментальні знання в області економіки, інформаційних технологій, економіко-математичного моделювання та високу обізнаність щодо цифровізації економіки та перебігу соціально-економічних процесів в ІТ-галузі; здатні до організації і ведення економічної діяльності в Інтернет-просторі на ринкових засадах, ініціюювання та реалізації проєктів цифрової трансформації пріоритетних галузей та сфер суспільного життя, формування та реалізації ефективних рішень соціально-економічних проблем на базі економіко-математичних методів і сучасних інформаційних технологій, а також до розробки інформаційних систем й використання інформаційних технологій у різних сферах економіки, управління та бізнесу. |
| Фокус                        | Загальна освіта в галузі 05 «Соціальні та поведінкові науки» (спеціальність 051 «Економіка»), спрямована на здобуття глибоких знань в області використання інформаційних технологій, аналітичних методів й методів економіко-математичного моделювання у сфері економіки та бізнесу, розуміння проблем і можливостей бізнесу для розвитку та розширення, з’ясування закономірностей прояву різних форм економічних відносин та специфіки дії економічних законів в ІТ-сфері, а також здатність їхнього застосування у практичній діяльності. |
| Перспективи працевлаштування | Відповідно до Державного класифікатору професій випускники можуть працювати на посадах: фахівець з комп’ютерної графіки (дизайну); фахівець з інформаційних технологій; економіст-статистик; аналітик комп'ютерного банку даних; адміністратор бази даних; аналітик з комп'ютерних комунікацій; аналітик операційного та прикладного програмного забезпечення; програміст прикладний; аналітик консолідованої інформації; економетрист; економіст; економіст з фінансової роботи; економіст із ціноутворення; економіст обчислювального (інформаційно-обчислювального) центру; консультант з економічних питань; оглядач з економічних питань. |

### Навчальний процес
Навчальний процес забезпечують кафедри: державних та місцевих фінансів, фінансів суб'єктів господарювання, обліку і аудиту, економічної кібернетики, економічної теорії, економіки та менеджменту. До викладання, керівництва практикою, дипломними роботами залучаються провідні фахівці фінансових, фіскальних, контролюючих органів, установ банків, страхових компаній, підприємств, установ освіти, охорони здоров'я та ін.

### Наукові спрямування
Важливою складовою є науково-дослідна робота викладачів та студентів. Науковці навчального закладу проводять фундаментальні дослідження з проблем становлення та розвитку фінансової системи, оптимізації функціонування податкової системи України, інвестиційної політики на державному та регіональному рівнях, беруть участь у науково-дослідних проектах.

### Міжнародне співробітництво
Факультет розвиває наукові та ділові контакти із закордонними вищими навчальними закладами та науковими установами економічного профілю, зокрема, з Технічним університетом (м. Лодзь, Польща), Вищою школою економіки та адміністрування іменіпрофесора Едварда Ліпінського (Польща), Державною вищою фаховою школою (м. Ярослав, Польща), Вищою фаховою школою Університету прикладних наук (м. Ляузіц, Німеччина) та іншими.

### Дозвілля студентів
З метою морально-естетичного виховання студентів у тісному взаємозв'язку з традиціями українського народу здійснюються важливі, змістовні і цікаві виховні заходи: урочиста Посвята першокурсників у студенти, проведення Днів Університету, Днів факультету, зустрічі з випускниками, урочисті засідання колективу факультету до Дня пам'яті жертв голодомору, Дня Соборності України, Дня пам'яті героїв Крут, річниці створення УПА, зустрічі з відомими політичними діячами, театралізовані свята «Андріївські вечорниці», концерти, Різдвяні та Великодні святкування. Традиційним стало для нашого факультету щорічно проводити свято «Рідної мови», тематичні вечори «О слово рідне, орле скутий», «Моє ти диво калинове — чарівна українська мово», «Народе мій, до тебе я ще верну…», Шевченківські дні; влаштовувати диспути, круглі столи з проблем культури спілкування, мовленнєвого етикету, діють різноманітні художні колективи, гуртки, а також гуртки за інтересами: вокальний ансамбль «Майоран», ансамбль естрадної пісні «Водограй», драматичний гурток «Золоте слово», ансамбль естрадного танцю «Відлуння», гурток інструментальної музики. 

### Спорт
На факультеті функціонують спортивні секції з різних видів спорту, проводяться спортивні змагання серед студентів різних курсів, навчальних груп з ігрових видів спорту, армреслінгу, спортивного туризму, спортивного орієнтування, легкої атлетики. Туристичні походи організовуються з елементами спортивних змагань і цікавими естафетами. Переможці нагороджуються грамотами, цінними подарунками як правило в урочистій обстановці. Збірні команди факультету традиційно беруть участь у змаганнях за програмою обласної Універсіади з 12 видів спорту. 

### Матеріально-технічна база
Навчальний процес організований в двох навчальних корпусах по вул. Медова Печера, 53 та вул. Коперника, 3, в яких облаштовані понад 60 навчальних аудиторій, 9 комп'ютерних лабораторій, бібліотека з читальними залами, актовий зал, спортивний зал, тренажерний зал, кімнати для занять гуртків. Студенти факультету забезпечуються гуртожитком, що розташований вул. Плужника, 2 на 344 місця. Чимало приміщень, де живуть студенти витримано в стилі народних традицій, притаманних нашому регіону. Використовуються ткані килими, вишиті рушники, обруси, серветки.

### Працевлаштування випускників
Випускники працюють в установах Державної фіскальної служби, Державної казначейської служби, Державної фінансової інспекції, Рахункової палати, Митної служби України, на підприємствах та в організаціях різних форм власності та видів діяльності. Оновлений зміст навчальних програм, впровадження сучасних інформаційних технологій сприяють ефективному оволодінню професією і формуванню майбутнього фахівця.

### Органи студентського самоврядування
Голови студентських рад факультету, гуртожитку обираються щорічно. Як органи студентського самоврядування діють також старостати факультетів. Студентська рада бере активну участь у вирішенні важливих питань пов'язаних з навчальною, науковою та культурно-масовою діяльністю студентів факультету. Зокрема представляє інтереси студентів на Вченій раді факультету, при розгляді питань надання іменних стипендій та премій за досягнення у навчанні та культурно-громадському житті

## Концепція освітньої діяльності
Факультет управління фінансами та бізнесу здійснює освітню, науково-дослідницьку, інноваційну, виховну діяльність, спрямовану на формування творчої, всебічно розвинутої особистості, справжнього професіонала для наукової та практичної роботи у сфері фінансів та бізнесу: в державних фінансових і фіскальних органах, фондах, інвестиційних компаніях, фінансово-кредитних установах, підприємствах різних форм власності та видів діяльності, наукових, освітніх установах держави з метою подальшої інтеграції України в світовий економічний простір як рівноправного партнера, у тому числі на ринку надання освітніх послуг.
Стратегічна мета розвитку факультету – підвищення якості підготовки фахівців до рівня, що забезпечить їм можливість зайняти достойне місце в соціумі та успішно працювати за фахом у розбудові суспільства, яке базується на глобальній економіці знань; підвищення рівня викладання дисциплін і модернізація навчального процесу згідно з національною доктриною розвитку освіти; інтеграція у європейський і світовий освітній й науковий простір, зміцнення і розширення зв'язків з науковцями України та закордоння, всебічний розвиток наукової діяльності, зокрема наукової школи; зміцнення та нарощування взаємозв'язків з іншими вищими навчальними закладами та органами фінансової системи України; виховання і гармонійний розвиток особистості, набуття студентами соціального досвіду, формування у молоді розвиненої духовності, моральної, естетичної, правової, трудової, екологічної культури.
Необхідною умовою успішної конкуренції на вітчизняному та світовому ринку знань є визначення стратегічних цілей факультету:
- формування та утримування конкурентного статусу факультету у підготовці компетентних і конкурентоспроможних фахівців із фінансів та бізнесу
- формування висококваліфікованих професіоналів із фінансів та бізнесу –  еліти суспільства у економічній сфері
- забезпечення, із урахуванням розвитку науки і вимог ринку праці, відповідності освітніх програм потребам держави і суспільства
- інтенсифікація освітнього процесу завдяки широкому впровадженню інформаційно-комунікаційних технологій і зменшенню частки репродуктивної складової
- запровадження системи мотивації науково-педагогічних працівників до вдосконалення навчальних програм і забезпечення якості освіти
- диверсифікація джерел фінансування освітньої діяльності як основа реальної академічної автономії і необхідна умова оновлення матеріально-технічної бази для навчання і наукових досліджень
- формування максимально ефективної системи відбору талановитої молоді на навчання як за рахунок профорієнтаційної роботи з випускниками (за попереднім рівнем освіти), так і в результаті розвитку інтегрованої неперервної системи відбору і підготовки кадрів за схемою «коледж — Університет»
- забезпечення довіри ринку праці до присвоєних кваліфікацій випускникам факультету.

## Основні завдання та пріоритети
| № з/п | Завдання                                                                                                  | Пріоритети |
| 1     | Забезпечення позиціонування факультету управління фінансами та бізнесу у вітчизняному освітньому просторі | - Забезпечення позиціонування факультету управління фінансами та бізнесу серед інших факультетів Львівського національного університету імені Івана Франка та економічних факультетів м. Львова - Формування конкурентних переваг завдяки практичному спрямуванню у організації освітньої діяльності - Розвиток науково-дослідної діяльності серед науково-педагогічних працівників факультету - Розвиток міжнародних освітніх комунікацій                                                          |
| 2     | Управління якістю освіти на інноваційній основі                                                           | - Освітній маркетинг - Якість освітніх пропозицій для громадян, які бажають отримати вищу економічну освіту - Реалізація компетентнісно-орієнтованого навчання - Модернізація навчального процесу - Навчально-методичне забезпечення формування професійних компетентностей - Якість освітніх результатів за показниками успішності навчання - Якість освітніх результатів за відзнаками та нагородами студентів і аспірантів - Розвиток науково-дослідної роботи студентів - Безперервність освіти |
| 3     | Створення освітньо-інноваційного та інформаційно-навчального середовища                                   | - Інформаційне забезпечення навчальної та наукової роботи студентів - Створення навчально-методичних видань нового покоління - Використання інформаційно-комунікаційних технологій у навчальному процесі - Можливості вибору додаткової індивідуальної траєкторії навчання |
| 4     | Розвиток ресурсного потенціалу                                                                            | - Розвиток наукового потенціалу - Підготовка та підвищення кваліфікації науково-педагогічних працівників - Розвиток організаційного потенціалу - Розвиток кадрового потенціалу - Матеріально-технічне забезпечення навчального процесу - Фінансове забезпечення навчального процесу |
| 5     | Формування інноваційної корпоративної культури на факультеті                                              | - Розвиток корпоративної культури на факультеті - Розвиток студентського самоврядування - Розвиток, виховання та формування здорового способу життя студентської молоді - Соціальна підтримка і захист суб'єктів освітнього процесу |

## Перелік спеціальностей і спеціалізацій
| Шифр та найменування галузі знань | Код та найменування спеціальності             | Найменування спеціалізації             |
| Ступінь бакалавра                 |                                               |                                        |
| 05 Соціальні та поведінкові науки | 051 Економіка                                 | Інформаційні технології в бізнесі      |
| 07 Управління та адміністрування  | 071 Облік і оподаткування                     | Бухгалтерський облік, аналіз та аудит  |
| 07 Управління та адміністрування  | 072 Фінанси, банківська справа та страхування | Фінанси, митна справа та оподаткування |
| 07 Управління та адміністрування  | 074 Публічне управління та адміністрування    | Публічне управління та адміністрування |
| Ступінь магістра                  |                                               |                                        |
| 05 Соціальні та поведінкові науки | 051 Економіка                                 | Інформаційні технології в бізнесі      |
| 07 Управління та адміністрування  | 071 Облік і оподаткування                     | Бухгалтерський облік, аналіз та аудит  |
| 07 Управління та адміністрування  | 072 Фінанси, банківська справа та страхування | Фінанси, митна справа та оподаткування |
| 07 Управління та адміністрування  | 074 Публічне управління та адміністрування    | Публічне управління та адміністрування |

## Освітні програми факультету
Формування освітніх програм здійснюється виключно на компетентнісній основі в контексті  загальноєвропейського змісту галузей освіти, спеціальностей та професійного спрямування (спеціалізацій).  Освітні програми орієнтовані на потреби наукових, освітніх та виробничих установ держави.
Нові запропоновані студентам освітні програми спрямовані на  реалізацію інтенсивних особистісно-орієнтованих технологій навчання (індивідуалізація навчання), індивідуалізацію та диференціацію навчання обдарованої молоді; впровадження дистанційних технологій в освітній процес; створення умов для здобуття якісної освіти інвалідами, дітьми-сиротами та дітьми, позбавленими батьківського піклування.
Особлива увага приділена змісту освітніх програм, які пропонує факультет. Освітні програми підготовки бакалаврів та магістрів орієнтовані на студента, сприяють набуттю студентами компетентності на необхідному рівні. 
Формування повноцінних англомовних освітніх програм за рівнями магістра і бакалавра дозволять досягти якісно нового рівня міжфакультетської і міжкафедральної кооперації у підготовці кадрів шляхом інституційного закріплення відповідальності за формування, виконання і забезпечення якості за керівниками освітніх програм.
Крім професійної підготовки, освітні програми повинні забезпечувати формування ключових компетентностей, що є необхідними для самореалізації, активної громадянської позиції, соціальної злагоди і здатності до працевлаштування у суспільстві, зокрема:
- формування духовних і моральних цінностей на рівні, який сприятиме їх інтеграції у громадянське суспільство і становленню активної громадянської позиції в цьому суспільстві
- комунікативну компетентність, культурну освіченість
- здатність до інтеграції у національну і світову культуру
- сприяння багатогранному розвитку особистості, в тому числі — формування вміння навчатися із високим рівнем самостійності, критичне мислення, творчий підхід, ініціативність, здатність вирішувати проблеми, вміння оцінювати ризики, рішучість і конструктивне управління почуттями, підприємливість.

Залучення представників роботодавців, провідних учених і фахівців-практиків до формування змісту освітніх програм, до визначення процедур оцінювання, до участі у освітньому процесі і підсумковій атестації повинні підвищити спроможність до працевлаштування випускників факультету шляхом забезпечення належних умов для практичної підготовки на робочому місці.
У рамках кожної спеціальності формуються спеціалізації (професійні спрямування). З точки зору потреб студента та суспільства вони формуються на підвалинах солідної фундаментальної підготовки з метою поглиблення професійності випускника, скорочення терміну його адаптації на робочому місці за рахунок укріплення компетентності, що необхідна у конкретній сфері його майбутньої діяльності.
З точки зору змісту навчального процесу вони окреслюються набором додаткових компетентностей або поглибленням перерахованих у стандарті за даною спеціальністю і забезпечуються набором варіативних дисциплін за вибором студента та місцем практики.
Здобуття вищої освіти на кожному рівні вищої освіти передбачає успішне виконання особою відповідної освітньої (освітньо-професійної чи освітньо-наукової) програми, що є підставою для присудження відповідного ступеня вищої освіти.
Освітня програма підготовки бакалавра передбачає 4 роки навчання, впродовж яких здобувачі вищої освіти повинні опанувати навчальні дисципліни, виконати курсові роботи, пройти практичну підготовку та атестацію. У разі успішного виконання освітньо-професійної програми (обсягом 240 кредитів ECTS), випускникам присуджується освітній ступень бакалавра з відповідної спеціальності. Обсяг освітньо-професійної програми для здобуття ступеня бакалавра на основі ступеня молодшого бакалавра визначається Університетом і становить 120 кредитів.
Магістерські програми професійного спрямування формуються для реалізації потреб суспільства у фахівцях, які можуть здійснювати високопрофесійну діяльність інноваційного характеру та керівну роботу в рамках даної спеціальності. Кожна магістерська програма професійного спрямування має сформувати у майбутнього магістра компетентності, що передбачені стандартом з даної спеціальності та додаткові компетентності, що обумовлені специфічним змістом даної магістерської програми.
Магістерські програми наукового спрямування мають надати майбутньому магістру компетентності, що передбачені стандартом з даної спеціальності, дозволяють проводити науково-дослідні та викладацьку роботи і формувати у нього додаткові компетентності, що обумовлені специфічним змістом конкретної програми. Освітньо-наукова програма магістра обов'язково включає дослідницьку (наукову) компоненту обсягом не менше 30 %.
Нормативна частина освітніх програм охоплює перелік нормативних, тобто обов'язкових для вивчення, дисциплін, обсяги навчального часу і форми контролю, які забезпечують теоретичну підготовку та здобуття практичних умінь і навичок за вибраною спеціальністю і формують професійні компетенції.
Варіативна частина освітніх програм призначена для забезпечення індивідуалізації фахової підготовки випускників відповідно до вимог Болонського процесу, світових тенденцій у вищій освіті, замовників кадрів та ін. Варіативна частина є відкритою. Випускові кафедри мають право доповнювати переліки рекомендованих дисциплін, тобто розширювати можливості студента щодо формування індивідуального навчального плану, виходячи з регіональних, галузевих особливостей, вимог замовників, а також інтересів студента. 

## Сприяння працевлаштуванню і адаптації випускників
Одним з пріоритетних завдань факультету є орієнтація учасників навчального процесу на кінцевий результат — працевлаштування випускників, знання й уміння яких повинні бути застосовані та практично використані. Вирішення цього завдання передбачає формування соціального партнерства між державою, факультетом та роботодавцями.
Факультет проводить роботу з вивчення потреб ринку праці, соціальної адаптації майбутніх фахівців та їх працевлаштування, розширення партнерства з роботодавцями за такими напрямами:
- Сприяння працевлаштуванню випускників: встановлення зв'язків з підприємствами, установами, організаціями з питань проходження практики та подальшого працевлаштування; надання студентам інформації про підприємство — роботодавця; організація співбесід роботодавців з попередньо відібраними студентами і випускниками для остаточного прийняття рішення щодо забезпечення роботою; забезпечення зв'язків між претендентами на роботу і роботодавцями; ведення банку даних вакантних посад; організація та проведення «Ярмарків вакансій», презентацій підприємств (установ, організацій), міні-зустрічей з роботодавцями.

- Надання консультацій з питань кар'єри та техніки пошуку роботи: надання інформаційної підтримки студентам у питаннях проходження співбесід;  оформлення документації, резюме тощо.

- Здійснення моніторингу ринку праці: вивчення можливостей підприємств, установ, організацій щодо забезпечення роботою осіб, які були скеровані на навчання відповідно до укладених угод; налагодження зворотного зв'язку з випускниками; відстеження їх професійного росту.

- Співпраця з роботодавцями: організація конкурсного відбору фахівців відповідно до запитів підприємств-замовників; укладання угод про співпрацю з органами фінансової системи, банками, страховими компаніями, підприємствами, установами, організаціями різних форм власності; організація, проведення та участь у семінарах, круглих столах з проблем працевлаштування випускників; постійне поповнення банку даних потенційних роботодавців.

Працевлаштування випускників є індикатором ефективності освіти, що надається факультетом, а зворотній зв'язок показує сильні та слабкі сторони освітніх послуг. Роботодавців цікавить не лише вузька спеціалізація випускника, а якісна вища освіта, комунікабельність, інтелігентність, вміння глобально мислити, приймати нестандартні рішення.